# 1376-os busz
Az 1376-os jelzésű autóbuszvonal Miskolc és Kecskemét (Miskolc – Mezőkövesd – Jászberény – Kecskemét) között húzódó országos vonal, amelyet a Volánbusz Zrt. üzemeltet.

## Útvonala
A miskolci autóbusz-állomásról indul. A 3-as főúton kezdi el útját Mezőkövesd felé, odairányban a főúton, visszirányban a Csabai kapun és a Corvin utcán át közlekedik, melyek a város egyik jelentősebb csomópontjában, a miskolctapolcai elágazásnál érnek össze. Hejőcsaba és Görömböly városrészei mentén hagyja el a várost, párhuzamosan a Budapest–Sátoraljaújhely-vasútvonallal.
Első települése a Mályi-tóról híres Mályi, melyet másodikként Nyékládháza követ, itt ágazik le több, Tiszaújváros felé tartó busz is a 35-ös főúton. Aztán Emődön hajt keresztül a Bükkalja vidékén, majd Vatta községen, a Mátrai Erőműhöz közelítve az egyik bányájához közeli Bükkábrányt éri el. A vonal 45. kilométerén megy be első nevesebb településére, a Matyóföld fővárosába, Mezőkövesdre. Letér a főútról, áthajt a belvárosán, azonban a 2023 decemberében átadott autóbusz-állomást nem érinti, csak a helyén levő Mátyás király út megállót. Továbbhajt a Zsóry Gyógy- és Strandfürdőhöz, onnan megyehatár átlépése után délnyugati irányban Füzesabony felé, vasútállomásán csatlakozást biztosít a Vámosgyörk felé menő vonatokra. Keresztezi az M3-as autópályát, majd Dormándot szolgálja ki. Elérkezik a 31-es főúthoz, mely Tenket is átszeli, pár kilométer múlva a Kál-Kápolna–Kisújszállás-vasútvonal nyomában Heves városba kanyarog, illetve annak buszállomására is, nemsokkal később a központi helyen fekvő Jászapátit. Expresszjárati jelleggét továbbra is megtartva Jászjákóhalmán gázol át, sőt egy újabb nagyobb városon, Jászberényen. Az indulásától számított 2. órában Farmoson tartózkodik, rövid ideig Pest megyében. A következő 25 kilométerében csupán 2 települést érint, Tápiószelét és Magyarország egyik vasúti fővonalán fekvő, Ceglédet. Ezekben a központi megállókat megcélozza, utóbbit az északi feléből tárja fel, déli felében hagyja el a 441-es főúton. Az ország egyik országos járatának végállomásával határos, Nagykőrös van hátra még, miután a határában az M44-es autópálya is érintett volt.

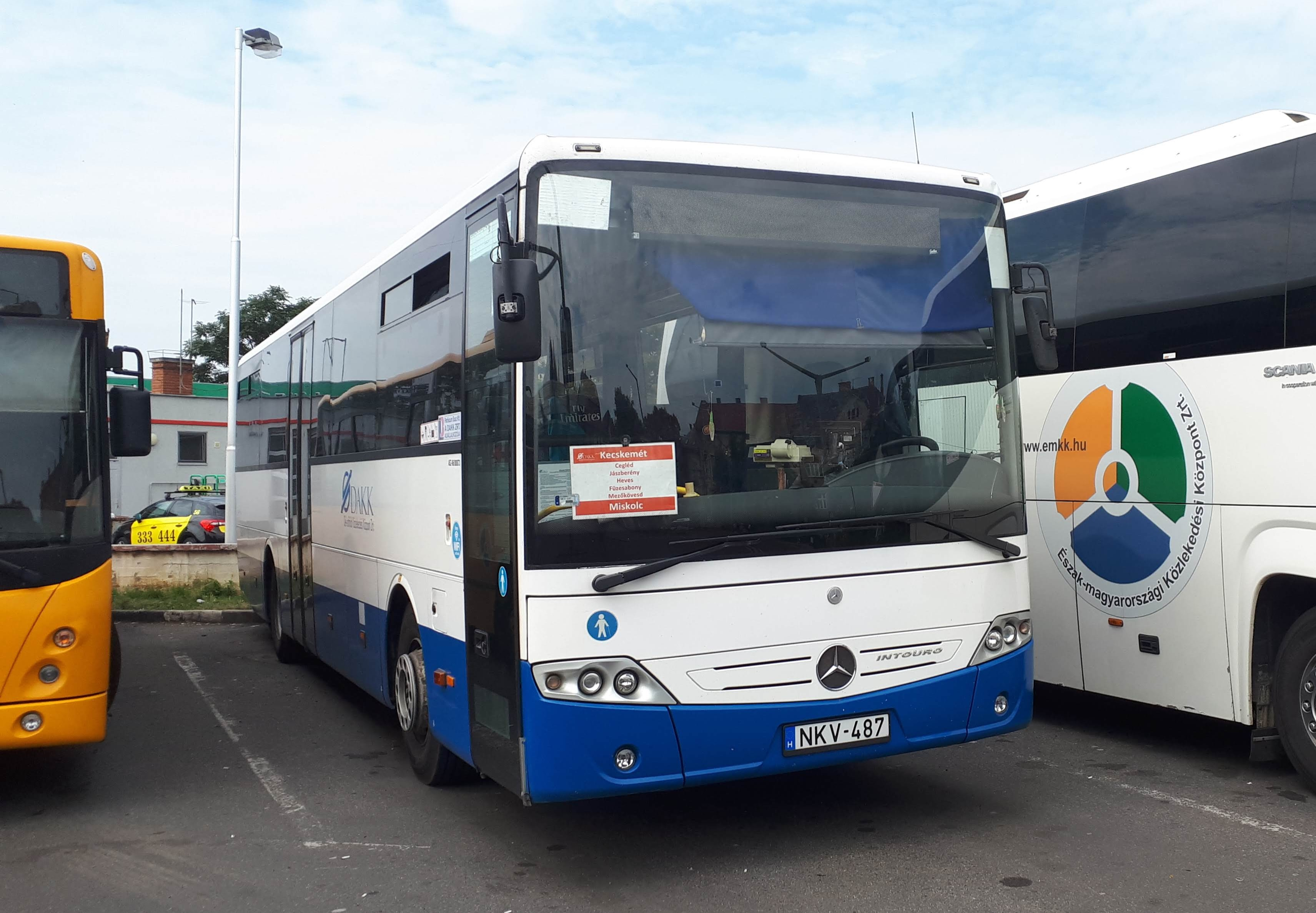
Régebben Mercedes-Benz Intouro közlekedett

Végül Bács-Kiskun megye megyeszékhelyére, a 110.000 lakosú Kecskemétre érkezik. A nagyvárosban a Ceglédi úton halad a vasútállomása melletti autóbusz-állomásra, végállomására.

## Közlekedése
Indításai a hét minden napján történnek, egy kecskeméti jármű teljesíti a távot oda-vissza. Általában a napi fordát egy Volvo 9700-as autóbusz teszi meg.
| Viszonylat                                | Indításszám | Közlekedési rend |
| ----------------------------------------- | ----------- | ---------------- |
| Miskolc, aut. áll. – Kecskemét, aut. áll. | 1 pár       | naponta          |

## Megállóhelyei
| 0  | Miskolc, autóbusz-állomás végállomás   | 0.0 km   | 1, 1G, 3, 3A, 4, 7, 11, 12G, 20, 20A, 24, 28, 32, 34G, 35, 43, 44, 45, 101B, 900, 914, 935 1050, 1053, 1369, 1370, 1372, 1373, 1374, 1375, 1377, 1380, 1381, 1383, 1384, 1410, 1411 3700, 3701, 3702, 3703, 3704, 3705, 3706, 3707, 3708, 3709, 3710, 3711, 3712, 3714, 3715, 3716, 3717, 3718, 3719, 3720, 3721, 3722, 3723, 3724, 3726, 3727, 3728, 3729, 3730, 3731, 3733, 3734, 3735, 3736, 3737, 3738, 3739, 3740, 3741, 3742, 3743, 3744, 3745, 3746, 3747, 3748, 3749, 3750, 3751, 3752, 3753, 3754, 3755, 3757, 3760, 3761, 3764, 3765, 3766, 3767, 3770, 3772, 3773, 3774, 3775, 3776, 3777, 4019 |
| 1  | Miskolc, Vörösmarty út (↓)             | 1.0 km   | 3A, 14G, 21, 21G, 24, 32, 35, 45, 901, Auchan 1 1050, 1369, 1370, 1372, v, 1377, 1380, 1381 3738, 3739, 3740, 3741, 3742, 3743, 3744, 3745, 3746, 3747, 3748, 3749, 3750, 3751, 3752, 4019 |
| ∫  | Miskolc, Corvin utca (↑)               | ∫        | 20, 28, 34, 35, 43, 44, Auchan 1 1369, 1370, 1372, 1375, 1377, 1410 3738, 3739, 3740, 3741, 3742, 3743, 3744, 3745, 3746, 3747, 3748, 3749, 3750, 3751, 3752, 4019 |
| 2  | Miskolctapolcai elágazás               | 3.2 km   | 4, 14, 20, 24, 30, 32, 34, 36, 43, 44, 45, 900, 914, 935 1050, 1369, 1370, 1372, 1373, 1374, 1375, 1377, 1380, 1381, 1410, 1411 3738, 3739, 3740, 3741, 3742, 3743, 3744, 3745, 3746, 3747, 3748, 3749, 3750, 3751, 3752, 4019 |
| 3  | Miskolc, harsányi útelágazás           | 6.5 km   | 4, 43, 44, 53 1050, 1369, 1372, 1375, 1377, 1381 3738, 3739, 3740, 3741, 3742, 3743, 3744, 3745, 3746, 3747, 3748, 3749, 3750, 3751, 3752, 4019 |
| 4  | Mályi, bolt                            | 11.1 km  | 1050, 1369, 1370, 1372, 1375, 1377, 1380, 1381, 1410 3739, 3740, 3741, 3742, 3743, 3744, 3745, 3747, 3748, 3749, 3750, 4019 |
| 5  | Nyékládháza, Szemere utca 53.          | 14.1 km  | 1050, 1369, 1370, 1372, 1375, 1377, 1380, 1381, 1410 3745, 3747, 3748, 3749, 3750, 4019 |
| 6  | Emőd, ABC áruház                       | 20.8 km  | 1050, 1375, 1377, 1380, 1381 3747, 3748, 3749, 3750, 4019 |
| 7  | Emőd, Bagolyvár Csárda                 | 22.0 km  | 1050, 1375, 1377, 1380, 1381 3747, 3748, 3749, 3750, 4019 |
| 8  | Vatta, Kossuth utca 30.                | 26.6 km  | 1050, 1375, 1377, 1380, 1381 3747, 3748, 3749, 3750, 4019 |
| 9  | Vatta, híd                             | 27.4 km  | 1050, 1375, 1377, 1380, 1381 3747, 3748, 3749, 3750, 4019 |
| 10 | Bükkábrány, Thermoplasztika            | 33.2 km  | 1050, 1375, 1377, 1380, 1381 3746, 3747, 3748, 3749, 4006, 4007, 4019, 4022 |
| 11 | Mezőkövesd, gimnázium                  | 45.6 km  | 1, 2, 2B, 3 1050, 1375, 1377, 1380, 1381 3416, 3746, 3749, 4001, 4006, 4007, 4008, 4009, 4013, 4017, 4018, 4019, 4021, 4022, 4023, 4026, 4030 |
| 12 | Mezőkövesd, Mátyás király út           | 46.5 km  | 1, 2, 2B, 3 1050, 1375, 1377, 1380, 1381 3416, 3746, 3749, 4001, 4006, 4007, 4008, 4009, 4013, 4017, 4018, 4019, 4021, 4022, 4023, 4026, 4030 |
| 13 | Mezőkövesd, gyógyfürdő                 | 50.4 km  | 2, 2B 3746, 3749, 4013, 4014, 4015, 4157 |
| 14 | Füzesabony vasútállomás                | 63.9 km  | 1343, 1346, 1362, 1466, 1517 3405, 3423, 3424, 3426, 3430, 3431, 3432, 3433, 3434, 3436, 3450, 3500, 3511, 4014 S80 , IR87 , IC, személyvonat – Füzesabony [80/87a/108.] |
| 15 | Dormánd, hevesi útelágazás             | 68.1 km  | 1362, 1466, 1517 3424 |
| 16 | Tenk, központ                          | 77.6 km  | 1067, 1362, 1466, 1517 3424, 3441, 3442, 3443, 3550 |
| 17 | Heves, Hősök tere                      | 85.6 km  | 1066, 1067, 1068, 1069, 1362, 1443, 1466, 1517 3424, 3434, 3441, 3442, 3443, 3444, 3550, 3560, 3561, 3562, 3665, 3666, 3670, 3689, 3695 |
| 18 | Heves, autóbusz-állomás                | 86.5 km  | 1066, 1067, 1068, 1069, 1075, 1362, 1443, 1466, 1517 3424, 3434, 3441, 3442, 3443, 3444, 3550, 3560, 3561, 3562, 3665, 3666, 3669, 3670, 3689, 3695 |
| 19 | Jászapáti, autóbusz-állomás            | 100.6 km | 1070, 1075, 1076, 1077, 1362, 1443, 1466, 1517 3424, 3443, 3669, 4603, 4655, 4657, 4658, 4659, 4661 |
| 20 | Jászjákóhalma, községháza              | 112.9 km | 1070, 1075, 1076, 1077, 1362, 1443, 1466 3424, 3443, 3669, 4653, 4654, 4655, 4659 |
| 21 | Jászberény, autóbusz-állomás           | 120.3 km | 1, 2A 1070, 1075, 1076, 1077, 1078, 1348, 1362, 1443, 1466, 1469, 1515 498, 499, 503, 523, 3443, 3617, 3667, 3669, 3671, 4601, 4602, 4650, 4651, 4653, 4654, 4655, 4659, 4660, 4662, 4663, 4681, 4686 |
| 22 | Farmos, községháza                     | 139.8 km | 523, 525, 527, 529 |
| 23 | Tápiószele, központ                    | 144.2 km | 523, 524, 525, 527, 529 |
| 24 | Tápiószele, Pesti út                   | 145.6 km | 524, 525, 527, 529 |
| 25 | Tápiószőlősi elágazás                  | 149.8 km | 521, 524, 525, 526, 527, 528, 529, 531 |
| 26 | Cegléd, autóbusz-állomás               | 163.5 km | 520, 521, 522, 525, 526, 528, 531, 535, 537, 539, 540, 541, 542, 550, 552, 553, 555, 556, 558, 559, 560, 561, 562, 564, 565 1348, 1362 S20 , S50 , S225 , G50 , Z50 , BEZ, IC, személyvonat – Cegléd [100a/140.] |
| 27 | Cegléd, posta                          | 165.1 km | 520, 521, 522, 524, 525, 526, 528, 535, 537, 539, 540, 541, 542, 550, 552, 553, 555, 556, 557, 558, 559, 560, 561, 562, 564, 565 1348, 1362 |
| 28 | Nagykőrös, Hotel Cifra                 | 180.3 km | 547, 550, 551, 552, 553, 555 |
| 29 | Nagykőrös, Szabadság tér               | 181.6 km | 543, 544, 545, 546, 547, 548, 549, 550, 551, 552, 553, 555 1362, 1464 |
| 30 | Kecskemét, Katonatelep                 | 190.6 km | 23, 23A 550, 551, 553, 555 |
| 31 | Kecskemét, autóbusz-állomás végállomás | 196.8 km | 1, 1D, 2D, 2S, 7, 7C, 12D, 15, 18, 19, 20H, 21, 21D, 22, 22A, 23, 23A, 25, 32 1080, 1081, 1085, 1087, 1090, 1092, 1348, 1362, 1499, 1524, 1529, 1535, 1547, 1566 550, 551, 553, 555, 581, 616, 625, 4477, 5075, 5076, 5202, 5203, 5205, 5206, 5207, 5208, 5209, 5210, 5211, 5212, 5213, 5214, 5215, 5216, 5217, 5218, 5219, 5220, 5221, 5222, 5223, 5224, 5225, 5226, 5227, 5228, 5229, 5230, 5231, 5232, 5233, 5234, 5235, 5237, 5238, 5240, 5241, 5242, 5243, 5244, 5245, 5250, 5255, 5258, 5279, 5359, 5387, 5502 S20 , S210 , S220 , S225 , IC, személyvonat – Kecskemét [140/142/145.]                |